# Distretto di Çifteler
Il distretto di Çifteler (in turco Çifteler ilçesi) è uno dei distretti della provincia di Eskişehir, in Turchia.